# 接口隔离原则
接口隔离原则（interface-segregation principles, ISP）指明客户（client）不應被迫使用對其而言無用的方法或功能。接口隔离原则（ISP）拆分非常庞大臃肿的接口成为更小的和更具体的接口，这样客户将会只需要知道他们感兴趣的方法。这种缩小的接口也被称为角色接口（role interfaces）。接口隔离原则（ISP）的目的是系统解开耦合，从而容易重构，更改和重新部署。接口隔离原则是在SOLID中五个面向对象设计（OOD）的原则之一，类似于在GRASP中的高内聚性。

## 在面向对象设计中的重要性
在面向对象设计中，接口（interface）提供了便于代码在概念上解释的抽象层，并建立了避免依赖的一个屏障。

## 参看
- SOLID (面向对象设计) - 在SOLID中的 I 是指“接口隔离原则”